# Tripple X III
Tripple X III est un étalon britannique Anglo-européen, né le 1er juin 2002, de Namelus R et Calve Z. Il concourt en saut d'obstacles sous la selle du cavalier britannique Ben Maher dans un premier temps, puis de la cavalière canadienne Tiffany Foster depuis mai 2014. 

## Histoire
Il est élevé et formé par le cavalier britannique Ben Maher. Il remporte une médaille d'or olympique en 2012 aux Jeux olympiques de Londres.
En raison d'un différend entre son cavalier et ses propriétaires M et Me Phillips, il est vendu le 23 avril 2014 à Torrey Pines Stable, les écuries du cavalier Canadien Éric Lamaze. Il est finalement monté par Tiffany Foster.

## Palmarès
Il est 5e du classement mondial des chevaux d'obstacle établi par la WBFSH en octobre 2012, puis 121e en octobre 2013, enfin 176e au classement d'octobre 2015.

## Origines
| Origines de Tripple X III | Origines de Tripple X III | Origines de Tripple X III | Origines de Tripple X III |
| ------------------------- | ------------------------- | ------------------------- | ------------------------- |
| Père Namelus R            | Concorde                  |                           |                           |
| Père Namelus R            | Concorde                  |                           |                           |
| Père Namelus R            | Concorde                  |                           |                           |
| Père Namelus R            | Concorde                  |                           |                           |
| Père Namelus R            | Eamelusiena               |                           |                           |
| Père Namelus R            |                           |                           |                           |
| Père Namelus R            |                           |                           |                           |
| Père Namelus R            |                           |                           |                           |
| Mère Calve Z              | Nissan Catango Z          |                           |                           |
| Mère Calve Z              | Nissan Catango Z          |                           |                           |
| Mère Calve Z              | Nissan Catango Z          |                           |                           |
| Mère Calve Z              | Nissan Catango Z          |                           |                           |
| Mère Calve Z              |                           |                           |                           |
| Mère Calve Z              |                           |                           |                           |
| Mère Calve Z              |                           |                           |                           |
| Mère Calve Z              |                           |                           |                           |

## Annexe